# クセバラWEEK
『クセバラWEEK』（クセバラウィーク）は、2021年5月3日から5月9日のゴールデンウィークにフジテレビ系列で放送された企画枠である。

## 概要
企画は期間中の一週間通してゴールデンタイム・プライムタイムにひとクセもふたクセもある文字通り“クセがスゴいバラエティ”が連日放送されるというもの。
タイトルは『千鳥のクセがスゴいネタGP』をベースとしており、キャンペーンキャラクターは同番組のMCである千鳥が務めた。千鳥は、このキャンペーン中に『ドリフ大爆笑2021』、『火曜は全力!華大さんと千鳥くん』、『千鳥のクセがスゴいネタGP』、『千鳥の対決旅』、『お笑いオムニバスGP』の5番組に出演した。
企画の反響については当時のフジテレビの社長であった遠藤龍之介は2021年5月度社長会見にて「このコロナ禍に外出できない方々に少しでも楽しんでいただけるよう、1週間にわたりバラエティの大型特番を並べるという初の試みだったが、重点ターゲットとしているキー特性(13歳～49歳男女)の週間視聴率を去年から大幅に上昇させることができた。今の状況の中、必要とされるテレビの役割をひとつ果たせたのではと嬉しく思っている。」と好意的に捉えた。

## 参加番組
| 放送日           | 放送時間      | 放送番組                                                | 備考 |
| ---------------- | ------------- | ------------------------------------------------------- | --- |
| 5月3日（月曜日） | 19:00 - 21:00 | ドリフ大爆笑2021                                        | 一部地域は20:54に飛び降り                                                                                            |
| 5月3日（月曜日） | 22:00 - 22:54 | 所JAPAN                                                 | 制作：関西テレビ |
| 5月3日（月曜日） | 23:00 - 24:00 | 有吉のまさかズレてませんよね!?                          | |
| 5月4日（火曜日） | 19:00 - 21:00 | 潜入!リアルスコープ                                     | 全編ローカルセールス枠での放送となったため、関西テレビ・テレビ宮崎を除く26局ネットで放送。 一部地域は20:54に飛び降り |
| 5月4日（火曜日） | 22:00 - 22:54 | 火曜は全力!華大さんと千鳥くん                           | 制作：関西テレビ |
| 5月4日（火曜日） | 23:00 - 24:00 | 笑いの総合格闘技!千原ジュニアの座王                     | 制作：関西テレビ |
| 5月5日（水曜日） | 19:00 - 22:48 | 逃走中〜こどもの日4時間SP〜                             | NST新潟総合テレビは22:42に飛び降り                                                                                   |
| 5月5日（水曜日） | 23:00 - 24:00 | そのネタ、ネタにしていいですか?                         | |
| 5月6日（木曜日） | 19:00 - 20:00 | VS魂                                                    | |
| 5月6日（木曜日） | 20:00 - 21:54 | 千鳥のクセがスゴいネタGP 2時間SP                        | 一部地域は21:48に飛び降り                                                                                            |
| 5月6日（木曜日） | 23:00 - 24:00 | 霜降り明星の笑野行動〜笑わせあって生き残れ!!〜          | |
| 5月7日（金曜日） | 19:00 - 21:58 | 千鳥の対決旅                                            | 一部地域は21:52に飛び降り                                                                                            |
| 5月7日（金曜日） | 21:58 - 22:52 | 人志松本の酒のツマミになる話                            | |
| 5月7日（金曜日） | 23:00 - 24:10 | オリジナルラフ                                          | |
| 5月8日（土曜日） | 19:00 - 21:00 | 芸能人が本気で考えた!ドッキリGP                         | 一部地域は20:54に飛び降り                                                                                            |
| 5月8日（土曜日） | 21:00 - 23:10 | 土曜プレミアム 爆笑そっくりものまね紅白歌合戦スペシャル | |
| 5月8日（土曜日） | 23:10 - 24:10 | 賞金維持サバイバル!100万屋敷                            | |
| 5月9日（日曜日） | 19:00 - 21:54 | お笑いオムニバスGP                                      | 一部地域は21:48に飛び降り                                                                                            |